# Komuna e Lazaratit
Komuna e Lazaratit är en kommun i Albanien.   Den ligger i prefekturen Qarku i Gjirokastrës, i den södra delen av landet, 140 km söder om huvudstaden Tirana.
Trakten runt Komuna e Lazaratit består till största delen av jordbruksmark.  Runt Komuna e Lazaratit är det ganska glesbefolkat, med 27 invånare per kvadratkilometer.